# John Jacob Astor IV
John Jacob Astor IV (Rhinebeck (New York), 13 juli 1864 — Atlantische Oceaan, 15 april 1912) was een Amerikaans zakenman, uitvinder en schrijver. Hij opende het Waldorf-Astoria Hotel en kwam om tijdens de ramp met de Titanic.

## Biografie
Astor werd geboren in Rhinebeck als de zoon van William Backhouse Astor jr. en Caroline Webster Schermerhorn Astor. Astor was de achterkleinzoon van John Jacob Astor, die door zijn handel in bont en vastgoed de rijkste man van de Verenigde Staten werd.
Astor studeerde aan de Harvard-universiteit en trouwde in 1891 met Ava Lowle Willing. Ze kregen twee kinderen: William Vincent Astor en Ava Alice Muriel Astor.
Astors leven kende meerdere hoogtepunten. In 1894 schreef hij een sciencefictionboek: A Journey in Other Worlds. Ook was hij een uitvinder die octrooi aanvroeg op een aantal van zijn uitvindingen, waaronder een fietsrem en een turbinemotor. Hij verdiende een fortuin aan vastgoed en in 1897 opende hij het Astoria Hotel (later bekend als het Waldorf-Astoria Hotel).
In 1909 scheidde Astor van zijn vrouw en op 9 september 1911, op 47-jarige leeftijd, hertrouwde hij met de 18-jarige Madeleine Talmadge Force. Het huwelijk tussen de twee zorgde voor veel ophef. Force was zelfs een jaar jonger dan Astors zoon Vincent. Om roddels te ontwijken gingen de twee op een verlengde huwelijksreis naar Europa. Een van de weinigen die hen nog steunden was Margaret Brown (the unsinkable Molly Brown), de bekendste overlevende van de Titanic-ramp. Brown zorgde onder andere voor hun reis naar Egypte en Frankrijk.
Ook John Jacob en Madeleine Astor waren aan boord van de Titanic. Ze hadden besloten terug te keren naar Amerika toen Madeleine zwanger werd. Ze gingen aan boord van de Titanic bij Cherbourg. Astor was de rijkste man aan boord van het schip.
Toen het schip op de late avond van 14 april 1912 begon te zinken, geloofde Astor in het begin niet dat het een serieus gevaar zou zijn. Toch hielp hij later zijn vrouw in een reddingsboot en vroeg of hij met haar mee mocht, omdat zij "in een delicate toestand" verkeerde. Officier Lightoller stond dat niet toe. Toen vroeg Astor welke boot het was en Lightoller zei: "Nr. 4." Later dacht Lightoller dat Astor van plan was om zich bij de directie te beklagen, maar kolonel Archibald Gracie, die erbij stond, dacht dat Astor alleen later zijn vrouw gemakkelijk terug wilde kunnen vinden.
Astor overleefde de ramp niet. Zijn lichaam werd teruggevonden op 22 april. Identificatie was niet moeilijk, zijn initialen stonden op de revers van zijn jas. Volgens verslagen zag zijn lichaam er ernstig verminkt uit, waardoor men geloofde dat hij overleed toen een schoorsteen om viel en hem raakte. Toch zeiden alle dokters die de lijkschouwing uitvoerden dat zijn lichaam er behoorlijk ongeschonden uitzag.
Op 14 augustus 1912 werd zoon John Jacob Astor VI geboren.
- Bibliothèque nationale de France: cb10425774z (data)
- Gemeinsame Normdatei: 123570093
- International Standard Name Identifier: 0000 0001 0959 9169
- Library of Congress Control Number: n89103767
- Nationale Bibliotheek van Israël: 987007419254005171
- SNAC: w6vh6gd6
- Virtual International Authority File: 23052838
- WorldCat: E39PBJdGRWwCTdQPWY4HgjJFKd